# Nordens diplomatiske repræsentationer
Denne oversigt lister op udenrigske repræsentationer tilhørende de nordiske lande (Danmark, Finland, Island, Norge og Sverige).
De nordiske lande samarbejder tæt og Helsingforsaftalen regulerer det officielle samarbejde mellem de nordiske lande i Nordisk Råd og Nordisk Ministerråd. Aftalen indeholder rammebestemmelser for det konsulære samarbejdede mellem de nordiske udenrigsministerier og udenrigstjenester. I henhold til Helsingforsaftalen skal nordiske embedsmænd kunne hjælpe borgere fra anden nordiske lande dersom dette landet ikke har diplomatisk repræsentation på stedet.
Nogle steder har alle, eller nogle af de nordiske lande fælles repræsentationer. Eksempler er de nordiske landes ambassader i Berlin (alle de Nordiske lande), Nordens Hus i Yangon (Danmark, Finland, Norge og Sverige) og den nordiske ambassade i Dhaka (Danmark, Norge og Sverige).

## Afrika
|              | Danmark                                              | Finland                   | Island               | Norge                     | Sverige                   |
| ------------ | ---------------------------------------------------- | ------------------------- | -------------------- | ------------------------- | ------------------------- |
| Algeriet     | Algier (Ambassade)                                   | Algier (Ambassade)        |                      | Algier (Ambassade)        | Algier (Ambassade)        |
| Angola       |                                                      |                           |                      | Luanda (Ambassade)        | Luanda (Ambassade)        |
| Burkina Faso | Ouagadougou (Ambassade)                              |                           |                      |                           | Ouagadougou (Ambassade)   |
| Congo        |                                                      |                           |                      |                           | Kinshasa (Ambassade)      |
| Ægypten      | Kairo (Ambassade)                                    | Kairo (Ambassade)         |                      | Kairo (Ambassade)         | Kairo (Ambassade)         |
| Eritrea      |                                                      |                           |                      | Asmara (Ambassade)        |                           |
| Ethiopia     | Addis Abeba (Ambassade)                              | Addis Abeba (Ambassade)   |                      | Addis Abeba (Ambassade)   | Addis Abeba (Ambassade)   |
| Ghana        | Accra (Ambassade)                                    |                           |                      | Accra (Ambassade)         |                           |
| Kenya        | Nairobi (Ambassade)                                  | Nairobi (Ambassade)       |                      | Nairobi (Ambassade)       | Nairobi (Ambassade)       |
| Liberia      |                                                      |                           |                      |                           | Monrovia (Ambassade)      |
| Madagaskar   |                                                      |                           |                      | Antananarivo (Ambassade)  |                           |
| Malawi       |                                                      |                           | Lilongwe (Ambassade) | Lilongwe (Ambassade)      |                           |
| Mali         | Bamako (Ambassade)                                   |                           |                      | Bamako (Ambassade)        | Bamako (Ambassade)        |
| Marokko      | Rabat (Ambassade)                                    | Rabat (Ambassade)         |                      | Rabat (Ambassade)         | Rabat (Ambassade)         |
| Mozambique   |                                                      | Maputo (Ambassade)        |                      | Maputo (Ambassade)        | Maputo (Ambassade)        |
| Namibia      |                                                      | Windhoek (Ambassade)      |                      |                           |                           |
| Nigeria      | - Abuja (Ambassade) - Lagos (Generalkonsulat)        | Abuja (Ambassade)         |                      | Abuja (Ambassade)         | Abuja (Ambassade)         |
| Rwanda       |                                                      |                           |                      |                           | Kigali (Ambassade)        |
| Somalia      | Nairobi (Ambassade) Mogadishu (Repræsentationkontor) |                           |                      |                           |                           |
| Sydafrika    | Pretoria (Ambassade)                                 | Pretoria (Ambassade)      |                      | Pretoria (Ambassade)      | Pretoria (Ambassade)      |
| Sydsudan     |                                                      |                           |                      | Juba (Ambassade)          |                           |
| Sudan        |                                                      |                           |                      | Khartoum (Ambassade)      | Khartoum (Ambassade)      |
| Tanzania     | Dar-es-Salaam (Ambassade)                            | Dar-es-Salaam (Ambassade) |                      | Dar-es-Salaam (Ambassade) | Dar-es-Salaam (Ambassade) |
| Tunisia      |                                                      | Tunis (Ambassade)         |                      |                           | Tunis (Ambassade)         |
| Uganda       | Kampala (Ambassade)                                  |                           | Kampala (Ambassade)  | Kampala (Ambassade)       | Kampala (Ambassade)       |
| Zambia       |                                                      | Lusaka (Ambassade)        |                      | Lusaka (Ambassade)        | Lusaka (Ambassade)        |
| Zimbabwe     |                                                      |                           |                      | Harare (Ambassade)        | Harare (Ambassade)        |

## Amerika
|           | Danmark | Finland                                                                                          | Island                                                           | Norge | Sverige                                                          | Grønland                                |
| --------- | --- | ------------------------------------------------------------------------------------------------ | ---------------------------------------------------------------- | --- | ---------------------------------------------------------------- | --------------------------------------- |
| Argentina | | Buenos Aires (Ambassade)                                                                         |                                                                  | Buenos Aires (Ambassade)                                                                                                  | Buenos Aires (Ambassade)                                         |                                         |
| Bolivia   | |                                                                                                  |                                                                  | | La Paz (Ambassade)                                               |                                         |
| Brasilien | - Brasília (Ambassade) - São Paulo (Generalkonsulat) | Brasília (Ambassade)                                                                             |                                                                  | - Brasília (Ambassade) - Rio de Janeiro (Generalkonsulat)                                                                 | Brasília (Ambassade)                                             |                                         |
| Canada    | - Ottawa (Ambassade) - Toronto (Generalkonsulat) | Ottawa (Ambassade)                                                                               | - Ottawa (Ambassade) - Winnipeg (Generalkonsulat)                | Ottawa (Ambassade) | Ottawa (Ambassade)                                               |                                         |
| Chile     | Santiago (Ambassade) | Santiago (Ambassade)                                                                             |                                                                  | Santiago (Ambassade) | Santiago (Ambassade)                                             |                                         |
| Colombia  | Bogotá (Ambassade) | Bogotá (Ambassade)                                                                               |                                                                  | Bogotá (Ambassade) | Bogotá (Ambassade)                                               |                                         |
| Cuba      | |                                                                                                  |                                                                  | Havana (Ambassade) | Havana (Ambassade)                                               |                                         |
| Guatemala | |                                                                                                  |                                                                  | | Guatemala City (Ambassade)                                       |                                         |
| Mexico    | Mexico City (Ambassade) | Mexico City (Ambassade)                                                                          |                                                                  | Mexico City (Ambassade)                                                                                                   | Mexico City (Ambassade)                                          |                                         |
| Peru      | | Lima (Ambassade)                                                                                 |                                                                  | | Lima (Ambassade)                                                 |                                         |
| USA       | - Washington D.C. (Ambassade) - Chicago (Generalkonsulat) - Houston (Generalkonsulat) - New York (Generalkonsulat) - Palo Alto (Generalkonsulat & Silicon Valley Innovation Centre) | - Washington, D.C. (Ambassade) - Los Angeles (Generalkonsulat) - New York City (Generalkonsulat) | - Washington, D.C. (Ambassade) - New York City (Generalkonsulat) | - Washington, D.C. (Ambassade) - Houston (Generalkonsulat) - New York (Generalkonsulat) - San Francisco (Generalkonsulat) | - Washington, D.C. (Ambassade) - New York City (Generalkonsulat) | Washington, D.C. (Repræsentationkontor) |
|           | |                                                                                                  |                                                                  | |                                                                  |                                         |
| Grønland  | Nuuk (Rigsombud) |                                                                                                  | Nuuk (Generalkonsulat)                                           | |                                                                  |                                         |

|  | = Norden |

## Asien
|                            | Danmark                                                                          | Finland                                            | Island                | Norge                                                                            | Sverige                                              |
| -------------------------- | -------------------------------------------------------------------------------- | -------------------------------------------------- | --------------------- | -------------------------------------------------------------------------------- | ---------------------------------------------------- |
| Afghanistan                |                                                                                  | Kabul (Ambassade)                                  |                       | Kabul (Ambassade)                                                                | Kabul (Ambassade)                                    |
| Armenia                    |                                                                                  |                                                    |                       |                                                                                  | Jerevan (Ambassade)                                  |
| Aserbajdsjan               |                                                                                  |                                                    |                       | Baku (Ambassade)                                                                 | Baku (Ambassade)                                     |
| Bangladesh                 | Dhaka (Ambassade)                                                                |                                                    |                       | Dhaka (Ambassade)                                                                | Dhaka (Ambassade)                                    |
| Cambodia                   |                                                                                  |                                                    |                       |                                                                                  | Phnom Penh (Ambassade)                               |
| Filippinerne               | Manila (Ambassade)                                                               | Manila (Ambassade)                                 |                       | Manila (Ambassade)                                                               | Manila (Ambassade)                                   |
| Georgien                   | Tbilisi (Ambassade)                                                              |                                                    |                       | Tbilisi (Ambassade)                                                              | Tbilisi (Ambassade)                                  |
| Indien                     | - New Delhi (Ambassade) - Bangalore (Generalkonsulat)                            | New Delhi (Ambassade)                              | New Delhi (Ambassade) | - New Delhi (Ambassade) - Mumbai (Generalkonsulat)                               | New Delhi (Ambassade)                                |
| Indonesien                 | Jakarta (Ambassade)                                                              | Jakarta (Ambassade)                                |                       | Jakarta (Ambassade)                                                              | Jakarta (Ambassade)                                  |
| Iran                       | Teheran (Ambassade)                                                              | Teheran (Ambassade)                                |                       | Teheran (Ambassade)                                                              | Teheran (Ambassade)                                  |
| Irak                       | Bagdad (Ambassade)                                                               | Bagdad (Ambassade)                                 |                       |                                                                                  | Bagdad (Ambassade)                                   |
| Israel                     | Tel Aviv (Ambassade)                                                             | Tel Aviv (Ambassade)                               |                       | Tel Aviv (Ambassade)                                                             | - Tel Aviv (Ambassade) - Jerusalem (Generalkonsulat) |
| Japan                      | Tokyo (Ambassade)                                                                | Tokyo (Ambassade)                                  | Tokyo (Ambassade)     | Tokyo (Ambassade)                                                                | Tokyo (Ambassade)                                    |
| Jordan                     |                                                                                  |                                                    |                       | Amman (Ambassade)                                                                | Amman (Ambassade)                                    |
| Kasakhstan                 |                                                                                  | Nur-Sultan (Ambassade)                             |                       | Nur-Sultan (Ambassade)                                                           | Nur-Sultan (Ambassade)                               |
| Kina                       | - Beijing (Ambassade) - Guangzhou (Generalkonsulat) - Shanghai (Generalkonsulat) | - Beijing (Ambassade) - Shanghai (Generalkonsulat) | Beijing (Ambassade)   | - Beijing (Ambassade) - Guangzhou (Generalkonsulat) - Shanghai (Generalkonsulat) | - Beijing (Ambassade) - Shanghai (Generalkonsulat)   |
| Libanon                    | Beirut (Ambassade)                                                               | Beirut (Ambassade)                                 |                       | Beirut (Ambassade)                                                               | Beirut (Ambassade)                                   |
| Malaysia                   |                                                                                  | Kuala Lumpur (Ambassade)                           |                       | Kuala Lumpur (Ambassade)                                                         | Kuala Lumpur (Ambassade)                             |
| Myanmar                    | Rangoon (Ambassade)                                                              | Rangoon (Ambassade)                                |                       | Rangoon (Ambassade)                                                              |                                                      |
| Nepal                      |                                                                                  | Katmandu (Ambassade)                               |                       | Katmandu (Ambassade)                                                             |                                                      |
| Nordkorea                  |                                                                                  |                                                    |                       |                                                                                  | Pyongyang (Ambassade)                                |
| Pakistan                   | Islamabad (Ambassade)                                                            |                                                    |                       | Islamabad (Ambassade)                                                            | Islamabad (Ambassade)                                |
| Palæstina                  | Ramallah (Repræsentationkontor)                                                  | Ramallah (Repræsentationkontor)                    |                       | Ramallah (Repræsentationkontor)                                                  |                                                      |
| Qatar                      |                                                                                  |                                                    |                       |                                                                                  | Doha (Ambassade)                                     |
| Saudi Arabia               | Riyadh (Ambassade)                                                               | Riyadh (Ambassade)                                 |                       | - Riyadh (Ambassade) - Jeddah (Generalkonsulat)                                  | Riyadh (Ambassade)                                   |
| Singapore                  | Singapore (Ambassade)                                                            | Singapore (Ambassade)                              |                       | Singapore (Ambassade)                                                            | Singapore (Ambassade)                                |
| Sydkorea                   | Seoul (Ambassade)                                                                | Seoul (Ambassade)                                  |                       | Seoul (Ambassade)                                                                | Seoul (Ambassade)                                    |
| Sri Lanka                  |                                                                                  |                                                    |                       | Colombo (Ambassade)                                                              |                                                      |
| Syrien                     | Damascus (Ambassade)                                                             |                                                    |                       |                                                                                  | Damascus (Ambassade)                                 |
| Taiwan                     | Taipei (Trade Council of Denmark, Taipei)                                        | Taipei (Finland Trade Centre)                      |                       |                                                                                  | Taipei (Swedish Trade and Invest Council)            |
| Thailand                   | Bangkok (Ambassade)                                                              | Bangkok (Ambassade)                                |                       | Bangkok (Ambassade)                                                              | Bangkok (Ambassade)                                  |
| Tyrkiet                    | - Ankara (Ambassade) - Istanbul (Generalkonsulat)                                | Ankara (Ambassade)                                 |                       | - Ankara (Ambassade) - Istanbul (Generalkonsulat)                                | - Ankara (Ambassade) - Istanbul (Generalkonsulat)    |
| Forenede Arabiske Emirater | - Abu Dhabi (Ambassade) - Dubai (Generalkonsulat)                                | Abu Dhabi (Ambassade)                              |                       | Abu Dhabi (Ambassade)                                                            | Abu Dhabi (Ambassade)                                |
| Vietnam                    | Hanoi (Ambassade)                                                                | Hanoi (Ambassade)                                  |                       | Hanoi (Ambassade)                                                                | Hanoi (Ambassade)                                    |
| Hong Kong                  |                                                                                  | Hong Kong (Generalkonsulat)                        |                       |                                                                                  | Hong Kong (Generalkonsulat)                          |

## Europa
|                     | Danmark | Finland | Island                     | Norge                                                                         | Sverige                                                 | Færøerne                         | Grønland                         |
| ------------------- | --- | --- | -------------------------- | ----------------------------------------------------------------------------- | ------------------------------------------------------- | -------------------------------- | -------------------------------- |
| Albania             | | |                            |                                                                               | Tirana (Ambassade)                                      |                                  |                                  |
| Østrig              | Wien (Ambassade)                                                                                           | Wien (Ambassade) |                            | Wien (Ambassade)                                                              | Wien (Ambassade)                                        |                                  |                                  |
| Hviderusland        | | Minsk (Repræsentationkontor) |                            |                                                                               | Minsk (Ambassade)                                       |                                  |                                  |
| Belgien             | Bruxelles (Ambassade)                                                                                      | Bruxelles (Ambassade) | Bruxelles (Ambassade)      | Bruxelles (Ambassade)                                                         |                                                         | Bruxelles (Repræsentationkontor  | Bruxelles (Repræsentationkontor) |
| Bosnien-Hercegovina | | |                            | Sarajevo (Ambassade)                                                          | Sarajevo (Ambassade)                                    |                                  |                                  |
| Bulgaria            | Sofia (Ambassade)                                                                                          | Sofia (Ambassade) |                            |                                                                               |                                                         |                                  |                                  |
| Kroatien            | Zagreb (Ambassade)                                                                                         | Zagreb (Ambassade) |                            | Zagreb (Ambassade)                                                            | Zagreb (Ambassade)                                      |                                  |                                  |
| Cyprus              | | Nicosia (Ambassade) |                            |                                                                               | Nicosia (Ambassade)                                     |                                  |                                  |
| Tjekkiet            | Prag (Ambassade)                                                                                           | Prag (Ambassade) |                            | Prag (Ambassade)                                                              | Prag (Ambassade)                                        |                                  |                                  |
| Danmark             | | København (Ambassade) | København (Ambassade)      | København (Ambassade)                                                         | København (Ambassade)                                   | København (Repræsentationkontor) | København (Repræsentationkontor) |
| Estland             | Tallinn (Ambassade)                                                                                        | Tallinn (Ambassade) |                            | Tallinn (Ambassade)                                                           | Tallinn (Ambassade)                                     |                                  |                                  |
| Finland             | Helsingfors (Ambassade)                                                                                    | | Helsingfors (Ambassade)    | Helsingfors (Ambassade)                                                       | Helsingfors (Ambassade)                                 |                                  |                                  |
| Frankrig            | Paris (Ambassade)                                                                                          | Paris (Ambassade) | Paris (Ambassade)          | Paris (Ambassade)                                                             | Paris (Ambassade)                                       |                                  |                                  |
| Tyskland            | - Berlin (Ambassade) - Flensborg (Generalkonsulat) - Hamborg (Generalkonsulat) - München (Generalkonsulat) | Berlin (Ambassade) | Berlin (Ambassade)         | - Berlin (Ambassade) - Hamborg (Generalkonsulat) - Düsseldorf (Konsulat)      | Berlin (Ambassade)                                      |                                  |                                  |
| Grækenland          | Athen (Ambassade)                                                                                          | Athen (Ambassade) |                            | Athen (Ambassade)                                                             | Athen (Ambassade)                                       |                                  |                                  |
| Vatikanstaten       | | |                            |                                                                               | - Stockholm (Ambassade) - Rom (Kancelli)                |                                  |                                  |
| Ungarn              | Budapest (Ambassade)                                                                                       | Budapest (Ambassade) |                            | Budapest (Ambassade)                                                          | Budapest (Ambassade)                                    |                                  |                                  |
| Island              | Reykjavík (Ambassade)                                                                                      | Reykjavík (Ambassade) |                            | Reykjavík (Ambassade)                                                         | Reykjavík (Ambassade)                                   | Reykjavík (Repræsentationkontor) | Reykjavík (Repræsentationkontor) |
| Irland              | Dublin (Ambassade)                                                                                         | Dublin (Ambassade) |                            | Dublin (Ambassade)                                                            |                                                         |                                  |                                  |
| Italien             | Rom (Ambassade)                                                                                            | Rom (Ambassade) |                            | Rom (Ambassade)                                                               | Rom (Ambassade)                                         |                                  |                                  |
| Kosovo              | | Pristina (Ambassade) |                            | Pristina (Ambassade)                                                          | Pristina (Ambassade)                                    |                                  |                                  |
| Latvia              | Riga (Ambassade)                                                                                           | Riga (Ambassade) |                            | Riga (Ambassade)                                                              | Riga (Ambassade)                                        |                                  |                                  |
| Litauen             | Vilnius (Ambassade)                                                                                        | Vilnius (Ambassade) |                            | Vilnius (Ambassade)                                                           | Vilnius (Ambassade)                                     |                                  |                                  |
| Moldova             | | |                            |                                                                               | Chişinău (Ambassade)                                    |                                  |                                  |
| Nederland           | Haag (Ambassade)                                                                                           | Haag (Ambassade) |                            | - Haag (Ambassade) - Rotterdam (Generalkonsulat)                              | Haag (Ambassade)                                        |                                  |                                  |
| Nordmakedonien      | | |                            |                                                                               | Skopje (Ambassade)                                      |                                  |                                  |
| Norge               | Oslo (Ambassade)                                                                                           | Oslo (Ambassade) | Oslo (Ambassade)           |                                                                               | Oslo (Ambassade)                                        |                                  |                                  |
| Polen               | Warszawa (Ambassade)                                                                                       | Warszawa (Ambassade) |                            | Warszawa (Ambassade)                                                          | Warszawa (Ambassade)                                    |                                  |                                  |
| Portugal            | Lissabon (Ambassade)                                                                                       | Lissabon (Ambassade) |                            | Lissabon (Ambassade)                                                          | Lissabon (Ambassade)                                    |                                  |                                  |
| Rumænien            | Bukarest (Ambassade)                                                                                       | Bukarest (Ambassade) |                            | Bukarest (Ambassade)                                                          | Bukarest (Ambassade)                                    |                                  |                                  |
| Rusland             | Moskva (Ambassade)                                                                                         | - Moskva (Ambassade) - St. Petersburg (Generalkonsulat) - Petrosavodsk (Generalkonsulat branch office) - Murmansk (Generalkonsulat branch office) | Moskva (Ambassade)         | - Moskva (Ambassade) - St. Petersburg (Generalkonsulat) - Murmansk (Konsulat) | - Moskva (Ambassade) - St. Petersburg (Generalkonsulat) | Moskva (Repræsentationkontor)    |                                  |
| Serbia              | Beograd (Ambassade)                                                                                        | Beograd (Ambassade) |                            | Beograd (Ambassade)                                                           | Beograd (Ambassade)                                     |                                  |                                  |
| Slovakia            | | |                            | Bratislava (Ambassade)                                                        |                                                         |                                  |                                  |
| Spanien             | Madrid (Ambassade)                                                                                         | Madrid (Ambassade) |                            | - Madrid (Ambassade) - Barcelona (Generalkonsulat) - Alicante (Konsulat)      | Madrid (Ambassade)                                      |                                  |                                  |
| Sverige             | Stockholm (Ambassade)                                                                                      | Stockholm (Ambassade) | Stockholm (Ambassade)      | Stockholm (Ambassade)                                                         |                                                         |                                  |                                  |
| Schweiz             | | Bern (Ambassade) | Genève (Ambassade)         | - Bern (Ambassade) - Genève (Generalkonsulat) - Zürich (Generalkonsulat)      | Bern (Ambassade)                                        |                                  |                                  |
| Ukraina             | Kyiv (Ambassade)                                                                                           | Kyiv (Ambassade) |                            | Kyiv (Ambassade)                                                              | Kyiv (Ambassade)                                        |                                  |                                  |
| Storbritannien      | London (Ambassade)                                                                                         | London (Ambassade) | London (Ambassade)         | London (Ambassade)                                                            | London (Ambassade)                                      | London (Repræsentationkontor)    |                                  |
|                     | | |                            |                                                                               |                                                         |                                  |                                  |
| Færøerne            | Tórshavn (Rigsombud)                                                                                       | | Tórshavn (Generalkonsulat) |                                                                               |                                                         |                                  |                                  |
| Åland               | | |                            |                                                                               | Mariehamn (Generalkonsulat)                             |                                  |                                  |

|  | = Norden |

## Oceanien
|            | Danmark                                           | Finland                                    | Island | Norge                | Sverige              |
| ---------- | ------------------------------------------------- | ------------------------------------------ | ------ | -------------------- | -------------------- |
| Australien | - Canberra (Ambassade) - Sydney (Generalkonsulat) | - Canberra (Ambassade) - Sydney (Konsulat) |        | Canberra (Ambassade) | Canberra (Ambassade) |

## Internationale organisationer
|                                                    | Danmark                               | Finland                               | Island                                | Norge                            | Sverige             | Færøerne[?] Færøerne Faroe Islands | Grønland  |
| -------------------------------------------------- | ------------------------------------- | ------------------------------------- | ------------------------------------- | -------------------------------- | ------------------- | ---------------------------------- | --------- |
| Comprehensive Nuclear-Test-Ban Treaty Organization | Wien                                  |                                       | Wien                                  |                                  |                     |                                    |           |
| Europarådet                                        | Strasbourg (Permanent repræsentation) | Strasbourg (Permanent repræsentation) | Strasbourg (Permanent repræsentation) | Strasbourg                       | Strasbourg          |                                    |           |
| EFTA                                               |                                       |                                       | Genève                                | Genève (Delegation)              |                     |                                    |           |
| EU                                                 | Bruxelles (Permanent repræsentation)  | Bruxelles (Permanent repræsentation)  |                                       | Bruxelles                        | Bruxelles           | Bruxelles                          | Bruxelles |
| FN's fødevare- og landbrugsorganisation            |                                       |                                       | Roma                                  |                                  |                     |                                    |           |
| Det Internationale Atomenergiagentur               | Wien                                  |                                       | Wien                                  |                                  |                     |                                    |           |
| International Fund for Agricultural Development    |                                       |                                       | Roma                                  |                                  |                     |                                    |           |
| NATO                                               |                                       | Bruxelles                             | Bruxelles                             | Bruxelles (Permanent delegation) | Bruxelles           |                                    |           |
| OECD                                               | Paris                                 | Paris                                 |                                       | Paris                            | Paris               |                                    |           |
| OSCE                                               | Wien                                  |                                       | Wien                                  | Wien                             | Wien                |                                    |           |
| UNESCO                                             |                                       |                                       |                                       | Paris                            | Paris               |                                    |           |
| FN                                                 | - New York - Genève - Wien            | - New York - Genève                   | - New York - Genève - Wien            | - New York - Genève (Delegation) | - New York - Genève |                                    |           |
| WFP                                                |                                       |                                       | Roma                                  |                                  |                     |                                    |           |
| WTO                                                |                                       | Genève                                | Genève                                | Genève (Delegation)              |                     |                                    |           |

## Notater
1. 1 2  Den svenske ambassade i Vatikanstaten ligger i Stockholm. Der ligger et kancelli i Rom uden for Vatikanstaten.

## Eksterne links
- Utenriksdepartementet i Norge